# Коце Алексиев
Коце Алексиев е български революционер, деец на Вътрешната македоно-одринска революционна организация.

## Биография
Коце Алексиев е роден през 1879 година в Крива паланка, тогава в Османската империя. Присъединява се към ВМОРО и на 30 януари 1904 година влиза със своя чета в Македония.
| Чета на Коце Алексиев, 30 януари 1904 година | Чета на Коце Алексиев, 30 януари 1904 година | Чета на Коце Алексиев, 30 януари 1904 година | Чета на Коце Алексиев, 30 януари 1904 година | Чета на Коце Алексиев, 30 януари 1904 година |
| Номер                                        | Име                                          | Селище                                       | Околия                                       | Забележка                                    |
| -------------------------------------------- | -------------------------------------------- | -------------------------------------------- | -------------------------------------------- | -------------------------------------------- |
| 1.                                           | Коце Алексиев                                | Крива паланка                                | Паланечка                                    |                                              |
| 2.                                           | Сава Лазаров                                 | Милутинци                                    | Паланечка                                    |                                              |
| 3.                                           | Кара Георги                                  | Ямбол                                        | Ямболска                                     |                                              |
| 4.                                           | Илия Такев                                   | Свищов                                       | Свищовска                                    |                                              |
| 5.                                           | Коста Кирев                                  | Свищов                                       | Свищовска                                    |                                              |
| 6.                                           | Серафим Мицков                               | Стануловци                                   | Щипска                                       |                                              |
| 7.                                           | Серафим Андонов                              | Зърново                                      | Кочанска                                     |                                              |
| 8.                                           | Трайко Петков                                | Радибуш                                      | Паланечка                                    |                                              |
| 9.                                           | Стойко Миленков                              | Псача                                        | Паланечка                                    | всички завърнали се през февруари-април      |
| 10.                                          | Георги Китанов                               | Дренък                                       | Паланечка                                    | заминал в друга околия по свое желание       |